# Subraumspalten
Subraumspalten (Originaltitel: Time and Again) ist die vierte Episode der ersten Staffel der US-amerikanischen Science-Fiction-Fernsehserie Star Trek: Raumschiff Voyager. Sie wurde in englischer Sprache erstmals am 30. Januar 1995 auf UPN ausgestrahlt. In Deutschland war sie zum ersten Mal am 5. Juli 1996 in einer synchronisierten Fassung bei Sat.1 zu sehen.

## Handlung
Während Tom Paris Fähnrich Harry Kim zu einer Verabredung mit den Delaney-Schwestern aus der Sternkartographie drängt, wird die Voyager von einer polaren Detonation auf einem nahe gelegenen Planeten getroffen. Bei ihrer Ankunft stellen sie fest, dass die Bevölkerung des Planeten vollständig ausgelöscht wurde. Ein Außenteam, darunter Captain Kathryn Janeway und Lieutenant Tom Paris, begeben sich auf die Oberfläche und stellen anhand der Trümmer fest, dass die Explosion erst einen Tag zuvor stattgefunden hat. Die Explosion hinterließ Anzeichen von temporalen Anomalien. Janeway und Paris geraten in eine solche und finden sich einen Tag vor der Explosion auf dem Planeten wieder. Nachdem sie sich schnell in die allgemeine Bevölkerung integriert haben, erfahren sie, dass die Zivilisation des Planeten von einer flüchtigen Energieform angetrieben wird, die als „polare“ Energie bekannt ist, eine Option, die auf einige Proteste gestoßen ist. Janeway und Paris geraten in die Fänge einer Gruppe von Saboteuren, die drohen, eines der polaren Kraftwerke zu gefährden. Janeways und Paris’ seltsame Sternenflottenausrüstung lässt die Saboteure glauben, sie seien Eindringlinge, so dass sie die Ausrüstung konfiszieren, ihren Sabotageplan vorlegen und Janeway und Paris zwingen, sie zum Kraftwerk zu begleiten.
In der Zwischenzeit, einen Tag in der Zukunft, kann Kes dank ihrer hellseherischen Fähigkeiten erkennen, dass Janeway und Paris in die Vergangenheit zurückgefallen sind. Die verbleibenden Führungsoffiziere der Voyager entwickeln eine Methode, um einen kurzzeitigen Spalt in die Vergangenheit zu erzeugen, durch den sie Janeway und Paris zurückholen könnten.
Die Saboteure benutzen Janeway und Paris als Ablenkungsmanöver, um sich Zugang zur polaren Anlage zu verschaffen, wobei Paris verwundet wird. Als sie mit ihrer Sabotage beginnen, löst die Besatzung der Voyager den Spalt aus. Janeway erkennt, dass es der Spalt ist, der, wenn er nicht geschlossen wird, die Detonation auslöst, die alles Leben auf dem Planeten auslöscht. Die Saboteure erlauben Janeway, den Spalt mit ihrem Phaser zu schließen und so die Zukunft zu verändern.
Danach kehren die Ereignisse an den Anfang der Episode zurück: Die Voyager entdeckt den nahen Planeten, auf dem eine Prä-Warp-Zivilisation lebt, die polare Energie nutzt. In Übereinstimmung mit der Obersten Direktive verzichtet die Voyager auf eine Kommunikation mit ihr und setzt ihre Heimreise fort.

## Produktion

### Darsteller
Jerry Spicer hat hier als Wache seine einzige Sprechrolle in einer Star-Trek-Produktion. Er war zuvor in einer Statistenrolle in Folge 4.03 (Die ungleichen Brüder) von Raumschiff Enterprise – Das nächste Jahrhundert und als Stuntdouble von Robert Duncan McNeill im Pilotfilm Der Fürsorger von Star Trek: Raumschiff Voyager zu sehen gewesen.

### Requisiten
Bei der Statue, die in Makulls Büro zu sehen ist, handelt es sich um eine lebensgroße Replik eines Kykladenidols. Dieses Requisit war zuvor bereits in Folge 5.25 (Das zweite Leben) von Raumschiff Enterprise – Das nächste Jahrhundert verwendet worden.

## Rezeption
Lance Parkin und Mark Jones stellten 2003 mit Enttäuschung die Ähnlichkeit zwischen dieser Episode und der vorangegangenen Episode Die Parallaxe fest, in der es um eine ähnliche Situation geht: eine zeitliche Anomalie, in der die Crew gefangen ist und für die sie unwissentlich selbst verantwortlich ist.
Keith DeCandido bewertete Subraumspalten 2020 auf tor.com als eine eher durchschnittliche Folge von Star Trek: Raumschiff Voyager. Er fand, es werde eine gute und recht spannende Zeitreise-Geschichte erzählt. Dass der Versuch, Janeway und Paris zu retten, erst die Katastrophe auslöst, die man vorgefunden hat, sei eine interessante Wendung. DeCandido fand es jedoch sehr enttäuschend, dass die Katastrophe einfach rückgängig gemacht wird. Hier sei eine Gelegenheit verpasst worden, die Besatzung mit den Konsequenzen ihrer Einmischung zu konfrontieren.
Im Jahr 2017 verzeichnete Netflix die Folge als eine der meistgesehenen Star-Trek-Episoden.